# Caucalândia
Caucalândia é uma região mencionada pelo historiador romano Amiano Marcelino como Caucalandenses locus, um local para onde os tervíngios liderados pelo juiz Atanarico retiraram-se após serem derrotados pelos hunos. Ela era habitada pelos sármatas que então foram derrotados pelos recém-chegados. Segundo o filólogo e lexicógrafo britânico Henry Bradley, a Caucalândia é derivada de Hauhaland, a forma gótica da palavra inglesa Highland (em alemão: Hochland), e provavelmente denota a região montanhosa da Transilvânia.
A Caucalândia identificado por Florin Constantiniu como a zona das montanhas Vrancea e Buzău, nos Cárpatos. Outros estudiosos modernos associam-a ao vale do rio Valea Strâmbă, enquanto C. Patsch, por sua vez, e com anuência de Otto J. Maenchen-Helfen, se situa na porção montanhosa do Banato servo-romeno, entre os rios Mariso, Tisa e Danúbio.